# ديفيد واتكينز (سياسي أسترالي)
ديفيد واتكينز هو سياسي أسترالي، ولد في 5 مايو 1865 في Wallsend, New South Wales ‏ في أستراليا، وتوفي في 8 أبريل 1935 في نيوكاسل في أستراليا. نشط حزبياً في حزب العمال الأسترالي. وقد انتخب عضو الجمعية التشريعية لنيو ساوث ويلز ‏ وانتخب عضو مجلس النواب الأسترالي ‏ عن دائرة Division of Newcastle ‏ (29 مارس 1901 – 8 أبريل 1935).